# Torre de Benavites

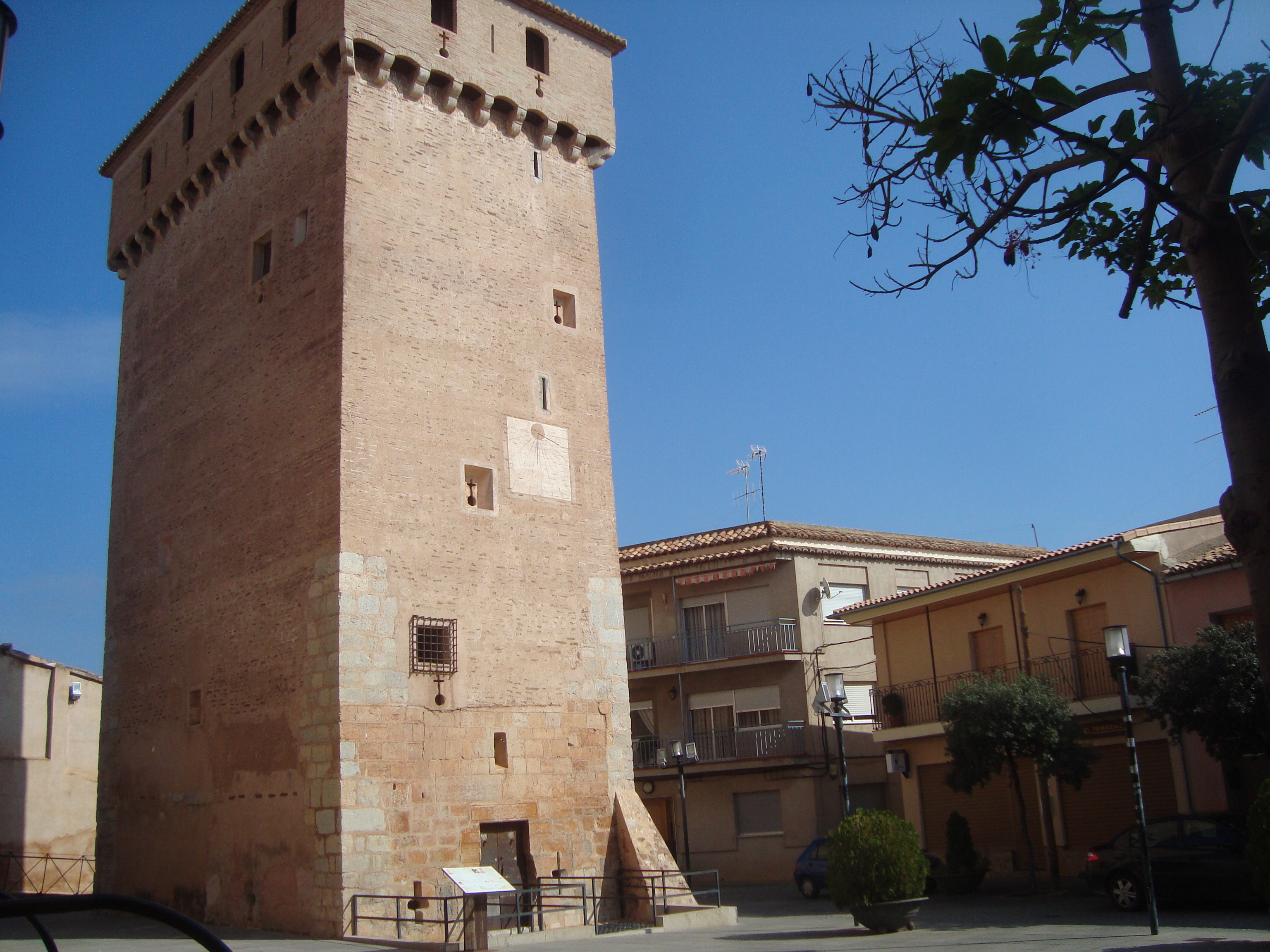
Torre de Benavites (Valencia).

La Torre de Benavites, Torre de la Señoría o Casa del Marqués de Bélgida, se encuentra en el municipio de Benavites, situada en el centro del pueblo, en la comarca del Campo de Morvedre de la provincia de Valencia. Antes de su restauración daba al patio de la Casa Palacio y a la calle Mayor.
Bajo la protección de la Declaración genérica del Decreto de 22 de abril de 1949, y la Ley 16/1985 sobre el Patrimonio Histórico Español. Es denominado también. Está declarada Bien de Interés Cultural, con el código 46.12.052-004, anotación Mº: R-I-51-0004465.
La torre medieval, visible a lo lejos, que no tiene un estilo definido, pero en la que se aprecia una gran influencia italiana. Fue declarada monumento histórico artístico nacional el 9 de enero de 1981, por medio de Real Decreto 213/81, publicado en el B.O.E el 18 de febrero de 1981, después de haberla adquirido el Ayuntamiento de Benavites con la subvención de la Diputación de Valencia. Es el edificio más emblemático de Benavites y del Valle de Segó. Resulta difícil su datación, al igual que la villa de Benavites, pero no se puede descartar que en su origen fuera una atalaya musulmana, una torre con carácter defensivo y comunicativo situada a medio camino entre las poblaciones fortificadas de Almenara al norte, y Sagunto al sur.

## Historia
Aunque con indudables antecedentes romanos, Benavites debió nacer como fruto de la unión de diversas propiedades agrícolas musulmanas, con la denominación de Ibn-Abidis. Tras la conquista cristiana fue donada por Jaime I de Aragón a Bernat de Matoses, pasando sucesivamente por diversos propietarios, incluyendo la ciudad de Valencia. Hacia la época de construcción de la torre pertenecía a los condes de Almenara y Cocentaina (que poseían el Palacio de Cocentaina, con recinto y torres construidas a finales del siglo XV y principios del XVI, que guardan ciertas similitudes con la torre de Benavites. En 1624 se creó el condado de Benavites, elevándose cuatro años después a marquesado. Su último señor fue desde 1752 el marqués de Bélgida.
En el centro del casco urbano de Benavites se encuentra esta torre cuya cronología se enmarca entre los siglos XIV y XVI.
La Torre que ha llegado hasta nosotros presenta unos elementos y una imagen que le otorgan una datación posterior, de finales del siglo XV o principios del XVI, por tanto, de época renacentista. Así, el pavimento cerámico de Manises es probablemente del último tercio del siglo XV. Las lápidas con caracteres hebreos, utilizadas tanto para sillares de la fachada como para los canceles de la cornisa superior, provienen casi con seguridad del cementerio judío de Morvedre y parece improbable que se utilizaran con anterioridad a la expulsión de los judíos en 1492. Otros indicios de estilo renacentista italiano aparecen en el artesonado de yeso del primer piso. También la prolongación superior del cuerpo de la torre con un matacán muestra la influencia de ese estilo. El 19 de junio de 1984, dado el estado de abandono y degradación de la torre, la Dirección General del Patrimonio Artístico de la Conselleria de Cultura, Educación y Ciencia encargó la restauración de la misma al arquitecto Vicente Soriano i Alfaro, miembro de la empresa restauradora Vicente Menguet.

## Descripción

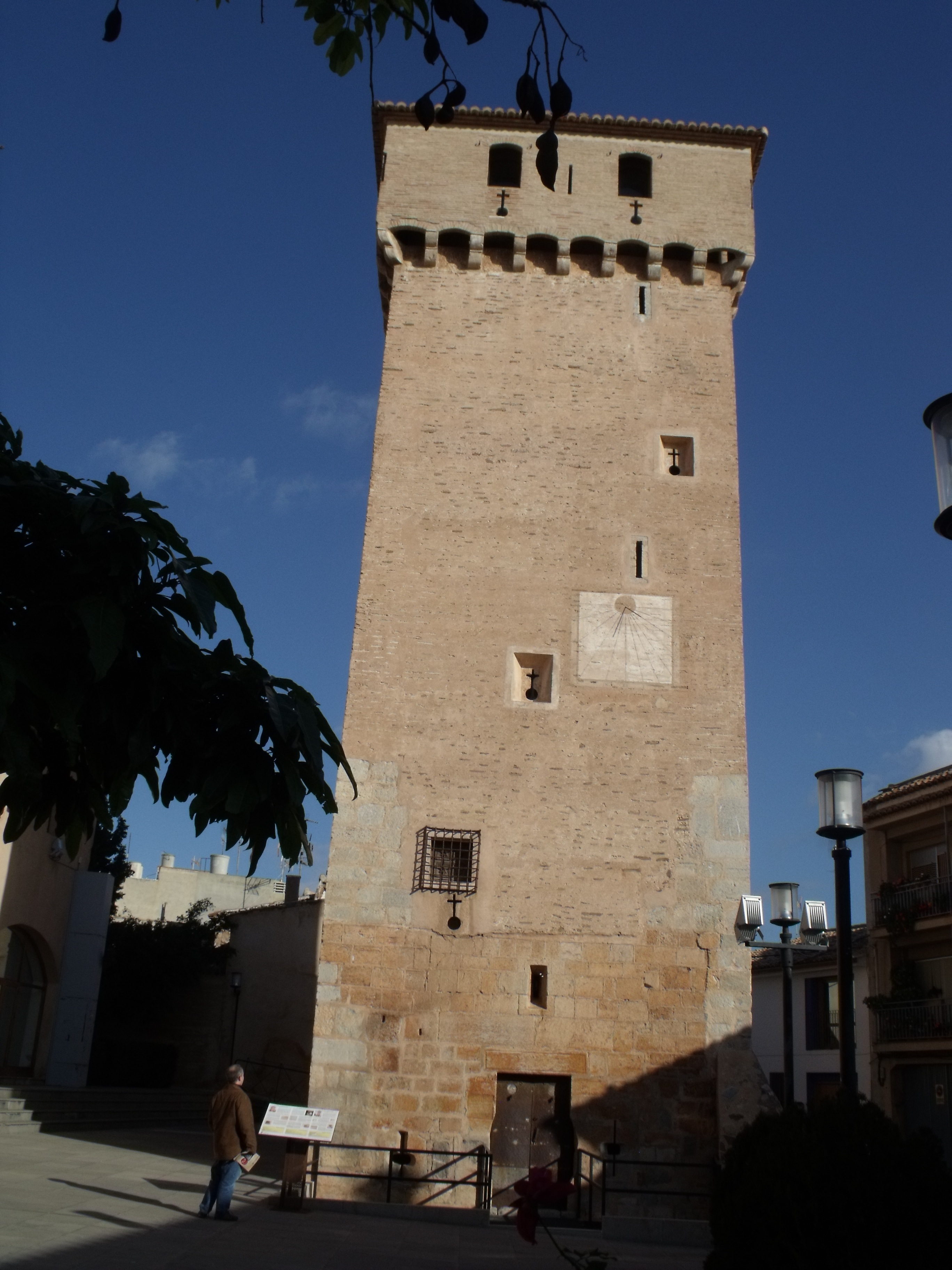
Vista desde la Plaza del Ayuntamiento.
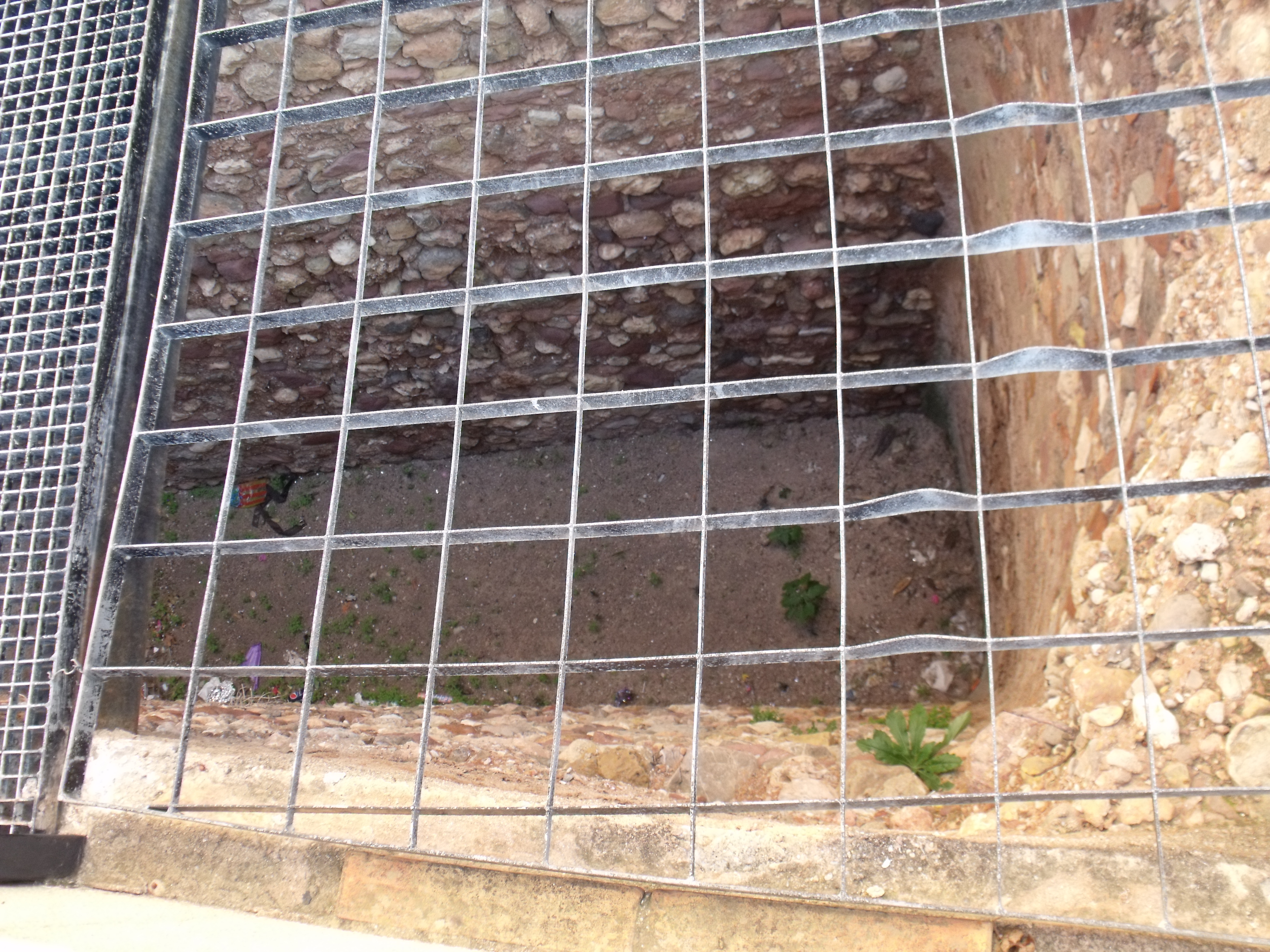
Foso.
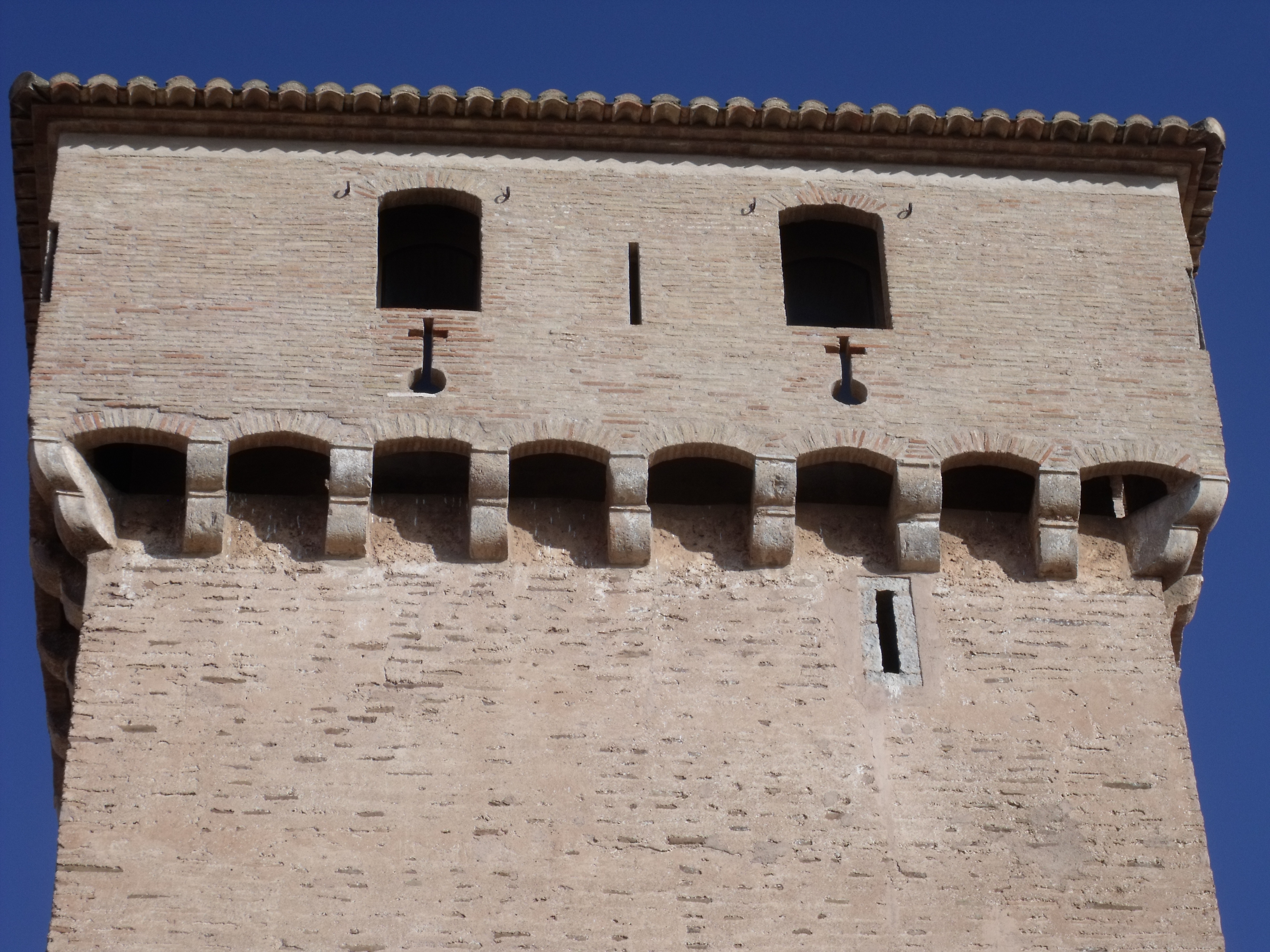
Parte superior, con matacanes.
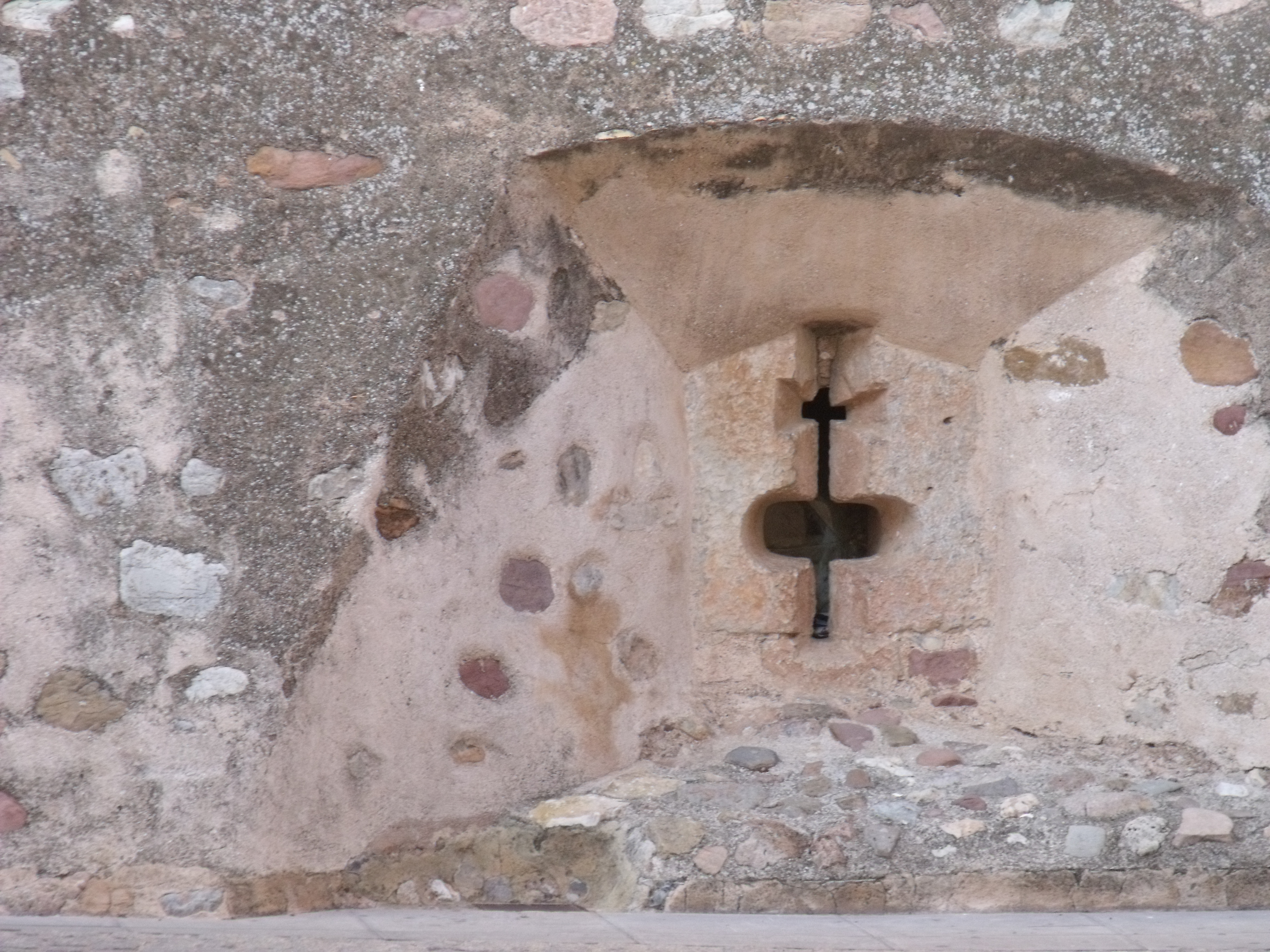
Tronera.

Se trata de una torre con forma de un prisma de planta rectangular de 6,75 x 11,80 metros de lado y una altura de 22,20 metros. En la parte superior el cuerpo de la torre se ensancha en un matacán de 60 cm. que pone de manifiesto su carácter defensivo. Está cubierto por un tejado a cuatro vertientes. Está claramente preparada para el uso de armas de fuego, como atestiguan sus troneras. La puerta de acceso, de gran espesor y orientada al sur, está totalmente cubierta de plancha de hierro sujeta por clavos de cabeza piramidal, mientras en el lado norte tuvo una casa adosada. En la fachada sur existe un llamativo reloj de sol. Delante de la puerta se encuentra un foso que deja ver los muros en talud de la torre y hay que franquearlo mediante una pasarela. Sobre la puerta existe una estrecha abertura vertical provista de una polea (garrucha) de hierro por la que en principio debía de deslizarse la cuerda que accionaba el puente. Hoy en día no existen ni el puente levadizo ni el mecanismo que lo activaba.
Consta de planta baja, sótano y cuatro plantas altas. Se divide pues en cinco pisos, uno de ellos subterráneo está realizado a base de mortero con techo de cañizo en el ángulo sudoeste hay una galería o corredor en pendiente a través de la cual se accede a un pozo circular realizado en ladrillo. Este sótano tuvo alguna vez troneras que también servían para la ventilación, actualmente tapadas. Durante la guerra civil española este sótano sirvió de refugio a la población y todavía pueden verse las puertas tapiadas de dos galerías que llevaban a la calle.
La planta baja, a nivel del suelo, es la que da paso tanto al sótano como a las plantas superiores a través de una escalera de caracol situada en el ángulo suroeste. Todas las plantas pisos se distribuyen en dos salas rectangulares, formadas por una sala grande y otra más pequeña. En la primera planta destaca el artesonado de estilo pompeyano entre vigas de madera. El primer piso dispone de una gran ventana con reja y “festejafores”, que recae a la calle.
En el segundo piso, al que se accede por un arco mixtilíneo, en su sala pequeña existió una cocina. El tercer piso tiene dos salas, pero de mayores dimensiones debido a que los muros son más delgados. La terraza a modo de cinturón de matacanes, esta cubierta con una techumbre de madera a cuatro vertientes, y tiene doce ventanas cuatro en las fachadas más grandes y dos en los lados menores. Estas ventanas son de tres tipos:
1. Las aspilleras (abertura larga, estrecha y abocinada en un muro; también llamadas saeteras), rectangulares o en forma de círculo coronado por la cruz.
2. Las ventanas normales, algunas con reja.
3. Las ventanas de la terraza, de forma rectangular y unidas a una aspillera en su parte inferior.

En todas las plantas el suelo es de ladrillo combinado con azulejos cerámicos de Manises llamado "escarabet".
En el tercer piso no hay nada que destacar a excepción de una ventana sin reja y orientada al oeste. El suelo está formado por ladrillos colocados a espiga y el techo, de bóvedas lisas entre vigas de madera. La cuarta y última planta forma una galería. Es más amplia que las otras debido al matacán que la ensancha. El suelo es de azulejos octogonales de barro rojo, combinado con otros cuadrados más pequeños, como los que hay en el segundo piso. Tiene como techo el entramado que sostiene la cubierta de tejas dispuesta a cuatro vertientes. Este piso solo tiene una sala y grandes ventanales en las cuatro paredes.
El resto de la obra es de losas de rodeno y el cuerpo superior está hecho de ladrillo sin enlucir Está construida en fábrica de sillares de piedra en la fachada sur y en las esquinas combinado con ladrillo; en la fachada norte y en el subterráneo encontramos mortero. En su fábrica también se utilizaron lápidas de diferentes épocas anteriores como romanas y también hebreas (probablemente del cementerio judío de Morvedre del siglo XIII).
El estilo de la torre es renacentista con influjo italiano de Toscana. Otros indicios de estilo renacentista italiano aparecen en el artesonado de yeso del primer piso y la prolongación superior del cuerpo de la torre, con un matacán muestra la influencia de ese estilo más concretamente a la toscana.
En la fachada principal, a la entrada de la torre, hay una gran lápida sin inscripciones y, a la derecha de la puerta de entrada, hay una inscripción funeraria romana trabajada en piedra azul con inscripción latina incompleta y adornada con hojas y flores.
En el ángulo que forma la fachada principal con la oriental, a una altura de cinco metros, se encuentra otra inscripción en caracteres hebreos, única completa junto a la de Béjar (Salamanca) que existe en España. Esta lápida, también sepulcral, data del siglo XIII. Su inscripción está bastante deteriorada.